# Itatsina praticola
Itatsina praticola är en spindelart som först beskrevs av Friedrich Wilhelm Bösenberg och Embrik Strand 1906.  Itatsina praticola ingår i släktet Itatsina och familjen månspindlar. Inga underarter finns listade i Catalogue of Life.